# 瓦朗谢讷站
瓦朗谢讷站是法国的一个铁路车站，位于法国北部城市瓦朗谢讷。

## 位置
瓦朗谢讷站位于瓦朗谢讷市区的西部，埃斯科河（L'Escaut）右岸。该站是法国的一个铁路枢纽，有三条铁路线在此交汇。车站大致呈南北走向，开口朝东。

## 车站历史
瓦朗谢讷站建于1862年，起初仅为一个普通的小型车站，1909年修建了规模宏伟的建筑，但该建筑在二战中被炸毁。
现有的瓦朗谢讷站建于上世纪50年代，按照炸毁前建筑的外观进行了重建，并扩大了车站规模。
2000年，原有的途径瓦朗谢讷的"里尔—斯特拉斯堡"城际列车停运。瓦朗谢讷站现在主要停靠大区列车（TER），以及"巴黎—瓦朗谢讷"的高速列车（TGV）。

## 站台设置
| 西↑ |             |                                   |                |
|     |             | 存车线                            | 站方向→        |
| G道 |             | ←康布雷/伊尔松方向 杜埃/里尔方向→ |                |
|     | 岛式        |                                   |                |
| F道 |             | ←康布雷/伊尔松方向                | 杜埃/里尔方向→ |
| E道 |             | ←康布雷/伊尔松方向                | 杜埃/里尔方向→ |
|     | 岛式        |                                   |                |
| D道 |             | ←康布雷/伊尔松方向                | 杜埃/里尔方向→ |
| C道 |             | ←康布雷/伊尔松方向                | 杜埃/里尔方向→ |
|     | 岛式        |                                   |                |
| B道 |             | ←康布雷/伊尔松方向                | 杜埃/里尔方向→ |
| A道 |             | ←康布雷/伊尔松方向                | 杜埃/里尔方向→ |
|     | 侧式 主站房 |                                   |                |
| 东↓ |             |                                   |                |

## 停靠线路
以下列车线路在瓦朗谢讷站停靠：
| 瓦朗谢讷站列车线路表          |                     |                      |                          |              |
| 线路                          | 车种                | 上一站               | 下一站                   | 大致运行频率 |
| 巴黎—瓦朗谢讷                 | TGV                 | 杜埃                 | （终点）                 | 每天5趟左右  |
| 里尔/杜埃—瓦朗谢讷            | TER Hauts-de-France | 赖姆/伯夫拉日        | （终点）                 | 每天16趟左右 |
| 朗斯/杜埃—瓦朗谢讷            | TER Hauts-de-France | 赖姆/伯夫拉日        | （终点）                 | 每天4趟左右  |
| 里尔—瓦朗谢讷                 | TER Hauts-de-France | 里尔/圣阿芒莱索      | （终点）                 | 每天11趟左右 |
| 里尔—伊尔松/沙勒维尔          | TER Hauts-de-France | 里尔/圣阿芒莱索      | 梨树大学                 | 每天2~5趟    |
| 里尔—欧努瓦艾姆里/莫伯日/热蒙 | TER Hauts-de-France | 里尔/奥希/圣阿芒莱索 | 梨树大学                 | 每天10趟左右 |
| 里尔/瓦朗谢讷—康布雷          | TER Hauts-de-France | 圣阿芒莱索/（起点）  | 特里特圣莱热/普鲁维/德南 | 每天11趟左右 |
| 1.                            |                     |                      |                          |              |

## 配套交通

### 城际客运
瓦朗谢讷站对应的大巴车上下车地点位于车站前方的广场上。
| 停靠瓦朗谢讷的城际客车 |                            | |
| 上下车地点             | 运营单位                   | 主要目的地 |
| 瓦朗谢讷站前广场       | EUROLINES                  | 巴黎 |
| 瓦朗谢讷站前广场       | 北部省城际客运 Arc en Ciel | 401 大瓦尔尼 · 小瓦尔尼 · 普勒欧萨尔 · 圣瓦斯特 · 巴韦 · 拉隆格维尔 · 莫伯日 401 E 巴韦 · 莫伯日 403 普雷索 · 马雷什 · 维莱波勒 · 奥尔桑瓦勒 · 勒凯努瓦 450 索尔坦 · 屈尔日 · 让兰 · 瑟堡 · 埃特 · 布里 · 大瓦尔尼 · 小瓦尔尼 · 普勒欧萨尔 · 戈姆尼 · 弗拉努瓦 · 勒凯努瓦 |
| 瓦朗谢讷站前广场       | SNCF                       | 当某条铁路线施工或罢工时，SNCF可能会提供途径该线路沿途站点的大巴车 |
| 1. 2. 3. 4. 5.         |                            | |

### 城市公共交通
| Transvilles 瓦朗谢讷站附近的公共交通线路 |                                 | |
| 公交车站名称                             | 位置                            | 停靠线路 |
| （火车站）                               | 瓦朗谢讷站门口 （有轨电车车站） | T1 法马尔斯-大学 ↔ 德南-维拉尔天地 T2 瓦朗谢讷-克列孟梭 ↔ 旧孔代-勒布隆 |
| （火车站）                               | 瓦朗谢讷站门口 （公交车站）     | 1 珀蒂特福雷-商业中心 ↔ 索尔坦-水塔 S1 瓦朗谢讷-小砖 ↔ 埃斯科河畔布律埃-广场 5 瓦朗谢讷-火车站 ↔ 基耶夫兰-火车站 6 瓦朗谢讷-火车站 ↔ 埃斯科河畔弗雷讷-卡尚 100 Express 瓦朗谢讷-火车站 ↔ 埃尔尼-镇中心 103 瓦朗谢讷-火车站 ↔ 韦尔尚-市政府 131 瓦朗谢讷-步行道 ↔ 瑟堡-特雷耶兹 |
| 1.                                       |                                 | |

## 临近车站
| 瓦朗谢讷站（Gare de Valenciennes） |                      |                        |
| 上行车站                           | 线路                 | 下行车站               |
| 圣阿芒莱索站 12.6km ←              | 里尔－蒂永维尔铁路   | 梨树大学站 → 3.9km     |
| 伯夫拉日站 3.5km ←                 | 杜埃－瓦朗谢讷铁路   | （终点）               |
| （起点）                           | 卢尔什－瓦朗谢讷铁路 | 特里特圣莱热站 → 4.3km |
| - 本表仅显示运营中的线路及车站     |                      |                        |